# Tour des Asturies 2017
Le Tour des Asturies 2017 est la 60e édition de cette course cycliste sur route masculine. Il a eu lieu du 29 avril au 1er mai 2017. Il fait partie du calendrier UCI Europe Tour 2017 en catégorie 2.1.
Il est remporté par l'Espagnol Raúl Alarcón, de l'équipe W52-FC Porto, vainqueur de la troisième et dernière étape étape. Il s'impose 32 secondes devant le Colombien Nairo Quintana (Movistar) et une minute et sept secondes devant l'Espagnol Óscar Sevilla (Medellín–Inder).

## Présentation

### Équipes
| WorldTeam- Movistar Team Équipes continentales professionnelles (3)- Caja Rural-Seguros RGA - Israel Cycling Academy - Manzana Postobón Équipes continentales (15)- Bicicletas Strongman - Burgos-BH - D'Amico-Utensilnord - Euskadi Basque Country-Murias - Inteja-Dominican - Kuwait-Cartucho.es - LA Alumínios-Metalusa-BlackJack - Lokosphinx - Louletano-Hospital de Loulé - Medellín-Inder - RP-Boavista - Sapura - Sporting-Tavira - Team Ukyo - W52-FC Porto Équipe nationale- Espagne |
| |

## Étapes
| Étape     | Date    | Villes étapes                     | type              | Distance (km) | Vainqueur d'étape          | Leader du classement général |
| --------- | ------- | --------------------------------- | ----------------- | ------------- | -------------------------- | ---------------------------- |
| 1re étape | 29 avr. | Oviedo – La Pola                  | étape vallonnée   | 169,2         | Weimar Roldán              | Weimar Roldán                |
| 2e étape  | 30 avr. | Ribera de Arriba – Alto del Acebo | étape de montagne | 177,1         | Nairo Quintana             | Raúl Alarcón Nairo Quintana  |
| 3e étape  | 1 mai   | Cangas del Narcea – Oviedo        | étape vallonnée   | 120,9         | Raúl Alarcón Óscar Sevilla | Raúl Alarcón Nairo Quintana  |

## Déroulement de la course

### 1reétape
| \| Classement de l'étape \| Classement de l'étape \| Classement de l'étape \| Classement de l'étape \| Classement de l'étape \| \| Coureur \| Coureur \| Pays \| Équipe \| Temps \| \| --------------------- \| --------------------- \| --------------------- \| ----------------------------- \| --------------------- \| \| 1er \| Weimar Roldán \| Colombie \| Medellín-Inder \| 4 h 12 min 50 s \| \| 2e \| Raúl Alarcón \| Espagne \| W52-FC Porto \| DQ \| \| 2e \| Carlos Barbero \| Espagne \| Movistar Team \| + 27 s \| \| 3e \| Benjamín Prades \| Espagne \| Team Ukyo \| + 27 s \| \| 4e \| Óscar Sevilla \| Espagne \| Medellín-Inder \| + 27 s \| \| 5e \| Aldemar Reyes \| Colombie \| Manzana Postobón \| + 27 s \| \| 6e \| João Benta \| Portugal \| RP-Boavista \| + 27 s \| \| 7e \| Garikoitz Bravo \| Espagne \| Euskadi Basque Country-Murias \| + 27 s \| \| 8e \| Rinaldo Nocentini \| Italie \| Sporting-Tavira \| + 27 s \| \| 9e \| Ricardo Vilela \| Portugal \| Manzana Postobón \| + 27 s \| |                   |          |                               |                 |
| |                   |          |                               |                 |
| |                   |          |                               |                 |
| Classement de l'étape |                   |          |                               |                 |
| Coureur | Coureur           | Pays     | Équipe                        | Temps           |
| 1er | Weimar Roldán     | Colombie | Medellín-Inder                | 4 h 12 min 50 s |
| 2e | Raúl Alarcón      | Espagne  | W52-FC Porto                  | DQ              |
| 2e | Carlos Barbero    | Espagne  | Movistar Team                 | + 27 s          |
| 3e | Benjamín Prades   | Espagne  | Team Ukyo                     | + 27 s          |
| 4e | Óscar Sevilla     | Espagne  | Medellín-Inder                | + 27 s          |
| 5e | Aldemar Reyes     | Colombie | Manzana Postobón              | + 27 s          |
| 6e | João Benta        | Portugal | RP-Boavista                   | + 27 s          |
| 7e | Garikoitz Bravo   | Espagne  | Euskadi Basque Country-Murias | + 27 s          |
| 8e | Rinaldo Nocentini | Italie   | Sporting-Tavira               | + 27 s          |
| 9e | Ricardo Vilela    | Portugal | Manzana Postobón              | + 27 s          |

| \| Classement général \| Classement général \| Classement général \| Classement général \| Classement général \| \| Coureur \| Coureur \| Pays \| Équipe \| Temps \| \| ------------------ \| ------------------ \| ------------------ \| ----------------------------- \| ------------------ \| \| 1er \| Weimar Roldán \| Colombie \| Medellín-Inder \| 4 h 12 min 40 s \| \| 2e \| Raúl Alarcón \| Espagne \| W52-FC Porto \| DQ \| \| 2e \| Carlos Barbero \| Espagne \| Movistar Team \| + 33 s \| \| 3e \| Benjamín Prades \| Espagne \| Team Ukyo \| + 37 s \| \| 4e \| Óscar Sevilla \| Espagne \| Medellín-Inder \| + 37 s \| \| 5e \| Aldemar Reyes \| Colombie \| Manzana Postobón \| + 37 s \| \| 6e \| João Benta \| Portugal \| RP-Boavista \| + 37 s \| \| 7e \| Garikoitz Bravo \| Espagne \| Euskadi Basque Country-Murias \| + 37 s \| \| 8e \| Rinaldo Nocentini \| Italie \| Sporting-Tavira \| + 37 s \| \| 9e \| Ricardo Vilela \| Portugal \| Manzana Postobón \| + 37 s \| |                   |          |                               |                 |
| |                   |          |                               |                 |
| |                   |          |                               |                 |
| Classement général |                   |          |                               |                 |
| Coureur | Coureur           | Pays     | Équipe                        | Temps           |
| 1er | Weimar Roldán     | Colombie | Medellín-Inder                | 4 h 12 min 40 s |
| 2e | Raúl Alarcón      | Espagne  | W52-FC Porto                  | DQ              |
| 2e | Carlos Barbero    | Espagne  | Movistar Team                 | + 33 s          |
| 3e | Benjamín Prades   | Espagne  | Team Ukyo                     | + 37 s          |
| 4e | Óscar Sevilla     | Espagne  | Medellín-Inder                | + 37 s          |
| 5e | Aldemar Reyes     | Colombie | Manzana Postobón              | + 37 s          |
| 6e | João Benta        | Portugal | RP-Boavista                   | + 37 s          |
| 7e | Garikoitz Bravo   | Espagne  | Euskadi Basque Country-Murias | + 37 s          |
| 8e | Rinaldo Nocentini | Italie   | Sporting-Tavira               | + 37 s          |
| 9e | Ricardo Vilela    | Portugal | Manzana Postobón              | + 37 s          |

### 2eétape
| \| Classement de l'étape \| Classement de l'étape \| Classement de l'étape \| Classement de l'étape \| Classement de l'étape \| \| Coureur \| Coureur \| Pays \| Équipe \| Temps \| \| --------------------- \| --------------------- \| --------------------- \| ---------------------- \| --------------------- \| \| 1er \| Nairo Quintana \| Colombie \| Movistar Team \| 5 h 19 min 40 s \| \| 2e \| Raúl Alarcón \| Espagne \| W52-FC Porto \| DQ \| \| 2e \| Fernando Barceló \| Espagne \| Espagne \| + 31 s \| \| 3e \| Alejandro Marque \| Espagne \| Sporting-Tavira \| + 33 s \| \| 4e \| Sergio Pardilla \| Espagne \| Caja Rural-Seguros RGA \| + 35 s \| \| 5e \| João Benta \| Portugal \| RP-Boavista \| + 37 s \| \| 6e \| Óscar Sevilla \| Espagne \| Medellín-Inder \| + 39 s \| \| 7e \| Ricardo Mestre \| Portugal \| W52-FC Porto \| + 43 s \| \| 8e \| Joaquim Silva \| Portugal \| W52-FC Porto \| + 49 s \| \| 9e \| Dayer Quintana \| Colombie \| Movistar Team \| + 53 s \| |                  |          |                        |                 |
| |                  |          |                        |                 |
| |                  |          |                        |                 |
| Classement de l'étape |                  |          |                        |                 |
| Coureur | Coureur          | Pays     | Équipe                 | Temps           |
| 1er | Nairo Quintana   | Colombie | Movistar Team          | 5 h 19 min 40 s |
| 2e | Raúl Alarcón     | Espagne  | W52-FC Porto           | DQ              |
| 2e | Fernando Barceló | Espagne  | Espagne                | + 31 s          |
| 3e | Alejandro Marque | Espagne  | Sporting-Tavira        | + 33 s          |
| 4e | Sergio Pardilla  | Espagne  | Caja Rural-Seguros RGA | + 35 s          |
| 5e | João Benta       | Portugal | RP-Boavista            | + 37 s          |
| 6e | Óscar Sevilla    | Espagne  | Medellín-Inder         | + 39 s          |
| 7e | Ricardo Mestre   | Portugal | W52-FC Porto           | + 43 s          |
| 8e | Joaquim Silva    | Portugal | W52-FC Porto           | + 49 s          |
| 9e | Dayer Quintana   | Colombie | Movistar Team          | + 53 s          |

| \| Classement général \| Classement général \| Classement général \| Classement général \| Classement général \| \| Coureur \| Coureur \| Pays \| Équipe \| Temps \| \| ------------------ \| ------------------ \| ------------------ \| ---------------------- \| ------------------ \| \| 1er \| Raúl Alarcón \| Espagne \| W52-FC Porto \| DQ \| \| 1er \| Nairo Quintana \| Colombie \| Movistar Team \| 9 h 32 min 47 s \| \| 2e \| Alejandro Marque \| Espagne \| Sporting-Tavira \| + 43 s \| \| 3e \| Sergio Pardilla \| Espagne \| Caja Rural-Seguros RGA \| + 45 s \| \| 4e \| João Benta \| Portugal \| RP-Boavista \| + 47 s \| \| 5e \| Óscar Sevilla \| Espagne \| Medellín-Inder \| + 49 s \| \| 6e \| Ricardo Mestre \| Portugal \| W52-FC Porto \| + 53 s \| \| 7e \| Ricardo Vilela \| Portugal \| Manzana Postobón \| + 1 min 13 s \| \| 8e \| Joaquim Silva \| Portugal \| W52-FC Porto \| + 1 min 20 s \| \| 9e \| Dayer Quintana \| Colombie \| Movistar Team \| + 1 min 27 s \| |                  |          |                        |                 |
| |                  |          |                        |                 |
| |                  |          |                        |                 |
| Classement général |                  |          |                        |                 |
| Coureur | Coureur          | Pays     | Équipe                 | Temps           |
| 1er | Raúl Alarcón     | Espagne  | W52-FC Porto           | DQ              |
| 1er | Nairo Quintana   | Colombie | Movistar Team          | 9 h 32 min 47 s |
| 2e | Alejandro Marque | Espagne  | Sporting-Tavira        | + 43 s          |
| 3e | Sergio Pardilla  | Espagne  | Caja Rural-Seguros RGA | + 45 s          |
| 4e | João Benta       | Portugal | RP-Boavista            | + 47 s          |
| 5e | Óscar Sevilla    | Espagne  | Medellín-Inder         | + 49 s          |
| 6e | Ricardo Mestre   | Portugal | W52-FC Porto           | + 53 s          |
| 7e | Ricardo Vilela   | Portugal | Manzana Postobón       | + 1 min 13 s    |
| 8e | Joaquim Silva    | Portugal | W52-FC Porto           | + 1 min 20 s    |
| 9e | Dayer Quintana   | Colombie | Movistar Team          | + 1 min 27 s    |

### 3eétape
| \| Classement de l'étape \| Classement de l'étape \| Classement de l'étape \| Classement de l'étape \| Classement de l'étape \| \| Coureur \| Coureur \| Pays \| Équipe \| Temps \| \| --------------------- \| --------------------- \| --------------------- \| ----------------------------- \| --------------------- \| \| 1er \| Raúl Alarcón \| Espagne \| W52-FC Porto \| DQ \| \| 1er \| Óscar Sevilla \| Espagne \| Medellín-Inder \| 2 h 48 min 19 s \| \| 2e \| João Benta \| Portugal \| RP-Boavista \| + 0 s \| \| 3e \| Mikel Bizkarra \| Espagne \| Euskadi Basque Country-Murias \| + 3 s \| \| 4e \| Nairo Quintana \| Colombie \| Movistar Team \| + 8 s \| \| 5e \| Benjamín Prades \| Espagne \| Team Ukyo \| + 33 s \| \| 6e \| José Herrada \| Espagne \| Movistar Team \| + 33 s \| \| 7e \| Ricardo Mestre \| Portugal \| W52-FC Porto \| + 33 s \| \| 8e \| Alejandro Marque \| Espagne \| Sporting-Tavira \| + 33 s \| \| 9e \| Mikel Iturria \| Espagne \| Euskadi Basque Country-Murias \| + 33 s \| |                  |          |                               |                 |
| |                  |          |                               |                 |
| |                  |          |                               |                 |
| Classement de l'étape |                  |          |                               |                 |
| Coureur | Coureur          | Pays     | Équipe                        | Temps           |
| 1er | Raúl Alarcón     | Espagne  | W52-FC Porto                  | DQ              |
| 1er | Óscar Sevilla    | Espagne  | Medellín-Inder                | 2 h 48 min 19 s |
| 2e | João Benta       | Portugal | RP-Boavista                   | + 0 s           |
| 3e | Mikel Bizkarra   | Espagne  | Euskadi Basque Country-Murias | + 3 s           |
| 4e | Nairo Quintana   | Colombie | Movistar Team                 | + 8 s           |
| 5e | Benjamín Prades  | Espagne  | Team Ukyo                     | + 33 s          |
| 6e | José Herrada     | Espagne  | Movistar Team                 | + 33 s          |
| 7e | Ricardo Mestre   | Portugal | W52-FC Porto                  | + 33 s          |
| 8e | Alejandro Marque | Espagne  | Sporting-Tavira               | + 33 s          |
| 9e | Mikel Iturria    | Espagne  | Euskadi Basque Country-Murias | + 33 s          |

## Classements finals

### Classement général final
| \| Classement général \| Classement général \| Classement général \| Classement général \| Classement général \| \| Coureur \| Coureur \| Pays \| Équipe \| Temps \| \| ------------------ \| ------------------ \| ------------------ \| ----------------------------- \| ------------------ \| \| 1er \| Raúl Alarcón \| Espagne \| W52-FC Porto \| DQ \| \| 1er \| Nairo Quintana \| Colombie \| Movistar Team \| 12 h 21 min 14 s \| \| 2e \| Óscar Sevilla \| Espagne \| Medellín-Inder \| + 35 s \| \| 3e \| João Benta \| Portugal \| RP-Boavista \| + 35 s \| \| 4e \| Alejandro Marque \| Espagne \| Sporting-Tavira \| + 1 min 08 s \| \| 5e \| Sergio Pardilla \| Espagne \| Caja Rural-Seguros RGA \| + 1 min 10 s \| \| 6e \| Ricardo Mestre \| Portugal \| W52-FC Porto \| + 1 min 18 s \| \| 7e \| Ricardo Vilela \| Portugal \| Manzana Postobón \| + 1 min 38 s \| \| 8e \| Joaquim Silva \| Portugal \| W52-FC Porto \| + 1 min 45 s \| \| 9e \| Hernán Aguirre \| Colombie \| Manzana Postobón \| + 2 min 14 s \| \| 10e \| Garikoitz Bravo \| Espagne \| Euskadi Basque Country-Murias \| + 2 min 23 s \| |                  |          |                               |                  |
| |                  |          |                               |                  |
| Source : ProCyclingStats |                  |          |                               |                  |
| Classement général |                  |          |                               |                  |
| Coureur | Coureur          | Pays     | Équipe                        | Temps            |
| 1er | Raúl Alarcón     | Espagne  | W52-FC Porto                  | DQ               |
| 1er | Nairo Quintana   | Colombie | Movistar Team                 | 12 h 21 min 14 s |
| 2e | Óscar Sevilla    | Espagne  | Medellín-Inder                | + 35 s           |
| 3e | João Benta       | Portugal | RP-Boavista                   | + 35 s           |
| 4e | Alejandro Marque | Espagne  | Sporting-Tavira               | + 1 min 08 s     |
| 5e | Sergio Pardilla  | Espagne  | Caja Rural-Seguros RGA        | + 1 min 10 s     |
| 6e | Ricardo Mestre   | Portugal | W52-FC Porto                  | + 1 min 18 s     |
| 7e | Ricardo Vilela   | Portugal | Manzana Postobón              | + 1 min 38 s     |
| 8e | Joaquim Silva    | Portugal | W52-FC Porto                  | + 1 min 45 s     |
| 9e | Hernán Aguirre   | Colombie | Manzana Postobón              | + 2 min 14 s     |
| 10e | Garikoitz Bravo  | Espagne  | Euskadi Basque Country-Murias | + 2 min 23 s     |

### Classement par points
| Classement par points | Classement par points | Classement par points | Classement par points  | Classement par points |
| Coureur               | Coureur               | Pays                  | Équipe                 | Points                |
| --------------------- | --------------------- | --------------------- | ---------------------- | --------------------- |
| 1er                   | Raúl Alarcón          | Espagne               | W52-FC Porto           | DQ                    |
| 1er                   | Óscar Sevilla         | Espagne               | Medellín-Inder         | 41 pts                |
| 2e                    | Nairo Quintana        | Colombie              | Movistar Team          | 39 pts                |
| 3e                    | João Benta            | Portugal              | RP-Boavista            | 35 pts                |
| 4e                    | Alejandro Marque      | Espagne               | Sporting-Tavira        | 26 pts                |
| 5e                    | Weimar Roldán         | Colombie              | Medellín-Inder         | 25 pts                |
| 6e                    | Benjamín Prades       | Espagne               | Team Ukyo              | 24 pts                |
| 7e                    | Fernando Barceló      | Espagne               | Espagne                | 20 pts                |
| 8e                    | Sergio Pardilla       | Espagne               | Caja Rural-Seguros RGA | 17 pts                |
| 9e                    | Ricardo Mestre        | Portugal              | W52-FC Porto           | 17 pts                |